# El Guincho
El Guincho (właśc. Pablo Díaz Reixa) – hiszpański muzyk, urodził się 17 listopada 1983 roku w Las Palmas de Gran Canaria. Mieszka w Barcelonie.

## Dyskografia
- 2007: Folías (DC/Luv Luv)
- 2008: Alegranza (Discoteca Océano, Junk)
- 2010: Piratas de Sudamerica  (EP)
- 2010: Pop Negro (Young Turks)